# Waldemar Jakson
Waldemar Jakson (ur. 21 maja 1956 w Świdniku) – polski polityk, samorządowiec, w latach 1998–2024 burmistrz Świdnika, od 2024 starosta świdnicki.

## Życiorys
Ukończył w 1980 studia z zakresu historii na Wydziale Humanistycznym Uniwersytetu Marii Curie-Skłodowskiej w Lublinie. W 2007 uzyskał dyplom Executive Master of Business Administration na Dublin City University, a w 2012 tytuł zawodowy magistra administracji publicznej w Wyższej Szkole Ekonomii i Innowacji w Lublinie. Odbył studia podyplomowe m.in. z zakresu bibliotekoznawstwa oraz marketingu.
Od końca lat 70. działał w opozycji demokratycznej, był m.in. członkiem Ruchu Obrony Praw Człowieka i Obywatela. Od 1980 związany z „Solidarnością”. Pozostawał etatowym pracownikiem zarządu Regionu Środkowo-Wschodniego związku jako reporter. Po wprowadzeniu stanu wojennego został internowany na okres od 13 grudnia 1981 do 22 lipca 1982.
Pracował następnie do 1994 w Wojewódzkiej Bibliotece Publicznej im. Hieronima Łopacińskiego w Lublinie, m.in. od 1991 jako zastępca dyrektora WBP. Był też nauczycielem w Pomaturalnym Studium Bibliotekarskim. Na początku lat 90. wstąpił do Porozumienia Centrum. Kandydował bez powodzenia do Sejmu w wyborach parlamentarnych w 1991 z list Porozumienia Obywatelskiego Centrum, a także w wyborach parlamentarnych w 1993 z ramienia PC.
W latach 1994–2002 zasiadał w radzie miasta Świdnik, sprawując od 1998 urząd burmistrza tego miasta.
W pierwszych wyborach bezpośrednich w 2002 został po raz kolejny wybrany na urząd burmistrza, wygrywając w pierwszej turze. W 2006 ubiegał się o reelekcję jako przedstawiciel lokalnego komitetu wyborczego Rodzina i Prawo, opartego na Prawie i Sprawiedliwości. W pierwszej turze głosowania uzyskał 53,87% poparcie, zapewniając sobie tym samym wybór na kolejną kadencję. Reelekcję uzyskiwał także w 2010, 2014 i 2018. W 2024 nie ubiegał się o ponowny wybór; wystartował natomiast z ramienia KWW Rodzina Prawo do rady powiatu świdnickiego, uzyskując w wyniku głosowania mandat radnego. W maju 2024 powołany na urząd starosty tego powiatu.

## Odznaczenia
Został odznaczony Brązową Odznaką „Zasłużony dla Ochrony Przeciwpożarowej” (2017), Srebrnym (1997) i Złotym (2004) Krzyżem Zasługi, Krzyżem Wolności i Solidarności (2016), Krzyżem Kawalerskim (2011) i Oficerskim (2018) Orderu Odrodzenia Polski.